# Vypuklé zrcadlo
Vypuklé zrcadlo je, stejně jako jiná zrcadla, založeno na principu odrazu slunečních paprsků. Ohnisko a střed křivosti zrcadla se nachází za zrcadlem. Obraz v zrcadle je vždy zmenšený, což způsobuje, že se v zrcadle dokáže odrážet větší zorné pole (rozsah pozorované scény) než např. u rovinného zrcadla.

## Popis pokusu
Pozorovatel vidí zrcadlo pod jistým úhlem φ, který zjistíme pomocí úhloměru. Zorný úhel zrcadla zjistíme pomocí jednoduchého pokusu. Vezmeme krajní body, které vidí pozorovatel v zrcadle a zapamatujeme si je, mohou jimi být například stromy nebo jiné objekty. Stoupneme si pod zrcadlo a změříme pomocí úhloměru úhel φ' mezi danými objekty. Zjistíme, že zorný úhel zrcadla je mnohonásobně větší, než úhel pod kterým pozorovatel pozoroval zrcadlo.

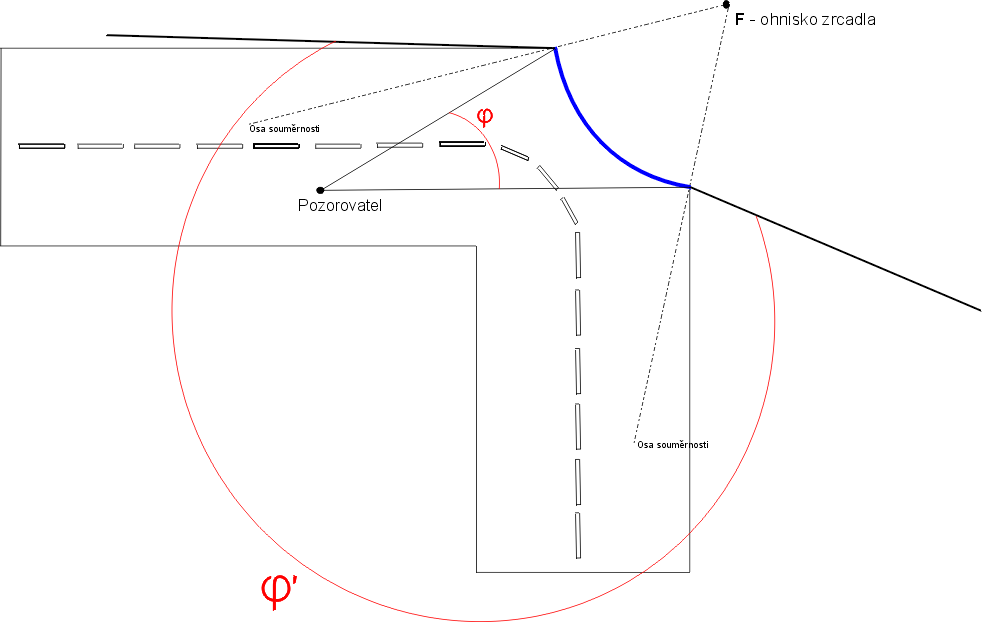